# Port lotniczy Yongphulla
Port lotniczy Yongphulla (ICAO: VQ10) – mały port lotniczy położony w Yongphulla w Bhutanie.

## Linie lotnicze i połączenia
| Linia Lotnicza | Kierunek            |
| -------------- | ------------------- |
| Druk Air       | 1. Gelekpʽu 2. Paro |